# Gonomyia anduzeana
Gonomyia anduzeana är en tvåvingeart. Gonomyia anduzeana ingår i släktet Gonomyia och familjen småharkrankar.

## Underarter
Arten delas in i följande underarter:
- G. a. acestra
- G. a. anduzeana